# 周原 (洪武進士)
周原（？—1422年），字彥廣，南京太平府繁昌（今安徽省芜湖市繁昌区）人，明朝政治人物、進士出身。

## 生平
洪武十八年，登進士，授辰州府推官，調吉安，后因事罷免。起用山東蒲臺知縣，改紹興新昌，陞河南磁州同知，永樂二十年卒于官。